# Gjonaj
Gjonaj (serb. Ђонај, Đonaj) – wieś w Kosowie, w regionie Prizren, w gminie Prizren.
Według danych szacunkowych na rok 2011 liczyła 4 818 mieszkańców.